# Carolina Falck
Carolina Falck, född 8 november 1961 i Danderyd, är en svensk dramatiker och barnboksförfattare. 
Hon är dotter till regissörerna Åke Falck och Karin Falck, ogift Edström. Hon är även halvsyster till manusförfattaren Peter Emanuel Falck (på faderns sida) samt skådespelaren och regissören Rolf Sohlman och producenten Anna Sohlman (på moderns sida). 
Carolina Falck har gjort åtskilliga dramaproduktioner, bland annat som manusförfattare till ett antal avsnitt av Rederiet och Tre Kronor.